# Victoria Larrièreová
Victoria Larrièreová, nepřechýleně Victoria Larrière (* 2. května 1991 Martigues) je francouzská profesionální tenistka. Ve své dosavadní kariéře nevyhrála na okruhu WTA Tour žádný turnaj. V rámci okruhu ITF získala do května 2012 sedm titulů ve dvouhře a devět ve čtyřhře.
Na žebříčku WTA byla ve dvouhře nejvýše klasifikována v květnu 2012 na 172. místě a ve čtyřhře pak ve stejném měsíci na 233. místě. Trénují ji Eric Dochtermann a Bernard Larriere.

## Tenisová kariéra
V létě sezóny 2011 vyhrála sedmou singlovou událost okruhu ITF a první s dotací ve výši 50 000 dolarů v tureckém Istanbulu. Následující týden se objevila na své premiérové události nejvyšší úrovně ženského tenisu WTA Tour, a to na Tashkent Open 2011. V úvodním kole přešla přes Zuzanu Kučovou výsledkem 3–6, 6–4, 6–1 a následně zaznamenala debutovou výhru nad hráčkou první světové stovky, když zdolala další Slovenku a pátou nasazenou Magdalénu Rybárikovou 6–4, 6–4, což představovalo její desátou výhru v řadě. Ve čtvrtfinále pak snadno podlehla turnajové jedničce a pozdější vítězce soutěže Xenii Pervakové.
V kvalifikaci Australian Open 2012 vypadla v posledním třetím kole o postup do hlavní soutěže, když nestačila na Tchajwanku Kchaj-čchen Čchangovou po setech 6–4, 4–6, 3–6, přestože již vedla 6–4, 3–1.
Na French Open 2011 vypadla v úvodním kole ženské čtyřhry a v následujícím 111. ročníku grandslamu, pak obdržela divokou kartu do soutěže dvouhry. V první fázi lehce prohrála s Ruskou Marií Kirilenkovou, když na ni uhrála jen tři gamy.

## Finálové účasti na turnajích okruhu ITF
| $100,000 tournaments |
| $75,000 tournaments  |
| $50,000 tournaments  |
| $25,000 tournaments  |
| $10,000 tournaments  |

### Dvouhra: 11 (7–4)
| Stav       | Č. | Datum            | Turnaj     | Povrch | Soupeřka ve finále | Výsledek         |
| ---------- | -- | ---------------- | ---------- | ------ | ------------------ | ---------------- |
| Finalistka | 1. | 15. června 2009  | Gausdal    | tvrdý  | Maria Mochová      | 7-5, 3-6, 6-7(5) |
| Finalistka | 2. | 26. ledna 2010   | Grenoble   | tvrdý  | Anais Laurendon    | 3-6, 2-6         |
| Vítězka    | 1. | 11. května 2010  | Tortosa    | antuka | An-S. Mestach      | 7-5, 4-6, 6-4    |
| Vítězka    | 2. | 21. června 2010  | Gausdal    | tvrdý  | Karen Barbatová    | 6-1, 6-2         |
| Vítězka    | 3. | 28. června 2010  | Gausdal    | tvrdý  | Gail Brodskyová    | 6-3, 6-4         |
| Finalistka | 3. | 5. října 2010    | Port Pirie | tvrdý  | Erika Semaová      | 1-6, 6-4, 3-6    |
| Finalistka | 4. | 25. dubna 2011   | Vic        | tvrdý  | D. Papamichailová  | 6-7(8), 1-6      |
| Vítězka    | 4. | 10. května 2011  | Tenerife   | tvrdý  | X. Hermosová       | 6-1, 6-1         |
| Vítězka    | 5. | 20. června 2011  | Alcobaça   | tvrdý  | G. Muguruza Blanco | 6-3, 3-6, 6-3    |
| Vítězka    | 6. | 5. července 2011 | Valladolid | tvrdý  | Aranza Salutová    | 6-2, 7-6(6)      |
| Vítězka    | 7. | 23. srpna 2011   | Istanbul   | tvrdý  | Sarah Gronertová   | 6-3, 1-6, 7-5    |

### Čtyřhra: 10 (9–1)
| Stav       | Č. | Datum             | Turnaj     | Povrch | Spoluhráčka         | Soupeřky ve finále                                    | Výsledek         |
| ---------- | -- | ----------------- | ---------- | ------ | ------------------- | ----------------------------------------------------- | ---------------- |
| Vítězka    | 1. | 16. června 2009   | Gausdal    | tvrdý  | Zuzana Linhová      | Helene Auensenová Malou Ejdesgaardová                 | 3-6, 6-4, [10-0] |
| Vítězka    | 2. | 23. června 2009   | Gausdal    | tvrdý  | Zuzana Linhová      | Jelizaveta Kuzminová Margarita-Greta Skripniková      | 6-0, 6-2         |
|            | 3. | 13. ledna 2010    | Glasgow    | tvrdý  | Anna Smithová       | Nicole Clericová Liana-Gabriela Ungurová              | 6-4, 6-4         |
| Vítězka    | 4. | 26. ledna 2010    | Grenoble   | tvrdý  | Irina Ramialisonová | Mallory Cecilová Megan Moultonová-Levyová             | 6-3, 6-4         |
| Vítězka    | 5. | 13. července 2010 | Cáceres    | tvrdý  | Jade Hopperová      | Georgina Garciaová-Perezová Kim-Alice Grajdeková      | 7-5, 6-4         |
| Vítězka    | 6. | 19. července 2010 | A Coruña   | tvrdý  | Jade Hopperová      | Leticia Costasová-Moreiraová Ines Ferrerová-Suarezová | 7-6(6), 6-1      |
| Vítězka    | 7. | 16. srpna 2010    | Innsbruck  | antuka | Elixane Lechemiaová | Xenia Knollová Amra Sadikovicová                      | bez boje         |
| Vítězka    | 8. | 5. července 2011  | Valladolid | tvrdý  | Malou Ejdesgaardová | Vanesa Furlanettová Aranza Salutová                   | 6-0, 6-3         |
| Finalistka | 1. | 12. července 2011 | Cáceres    | tvrdý  | Irena Pavlovicová   | Richel Hogenkampová Maria João Köhlerová              | 4-6, 4-6         |
| Vítězka    | 9. | 19. července 2011 | A Coruña   | tvrdý  | Tímea Babosová      | Leticia Costasová-Moreiraová Ines Ferrerová-Suarezová | 7-5, 6-3         |